# Stombuss

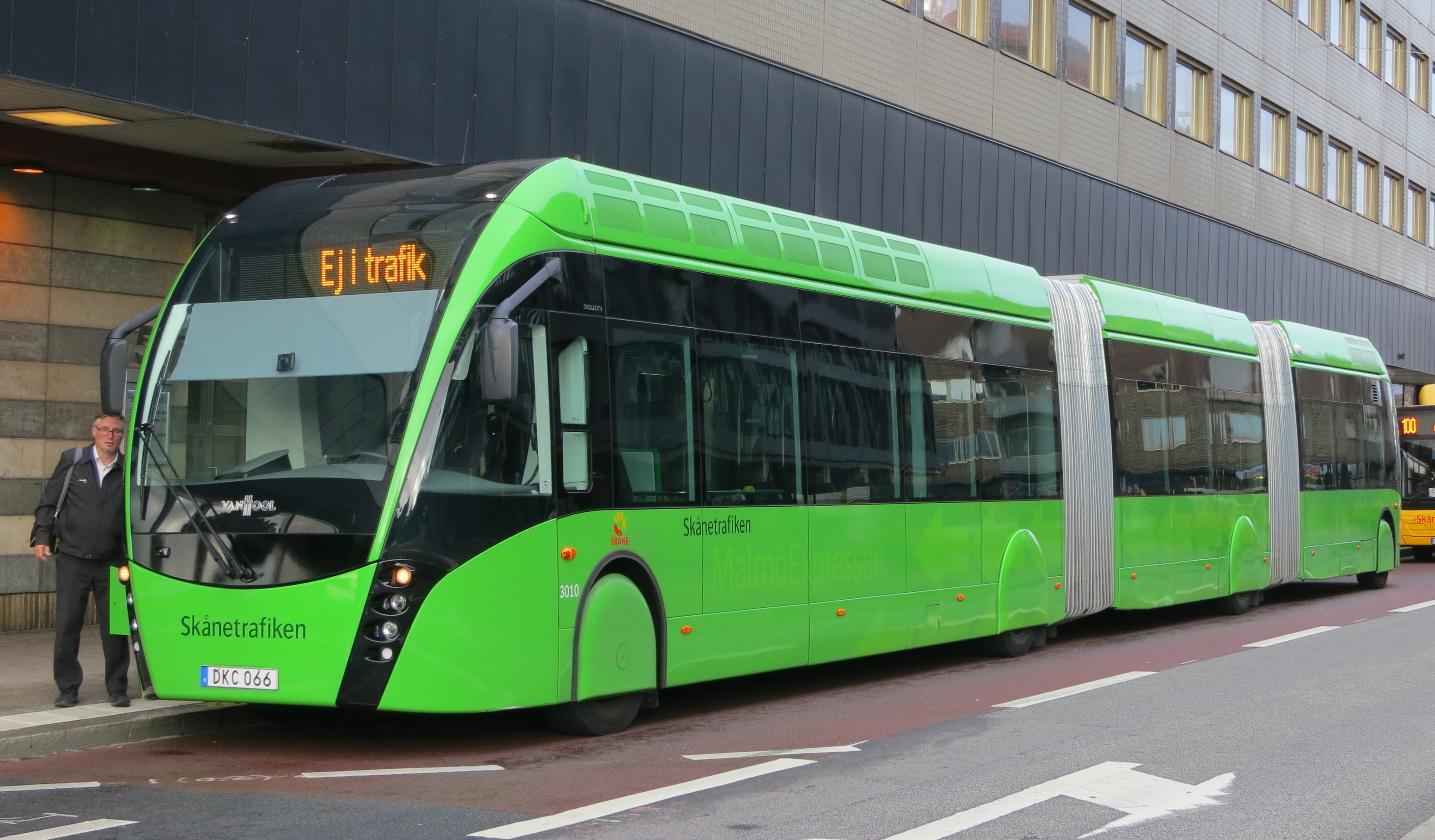
Malmöexpressen, en dubbelledbuss som trafikerar linje 8 i Malmö

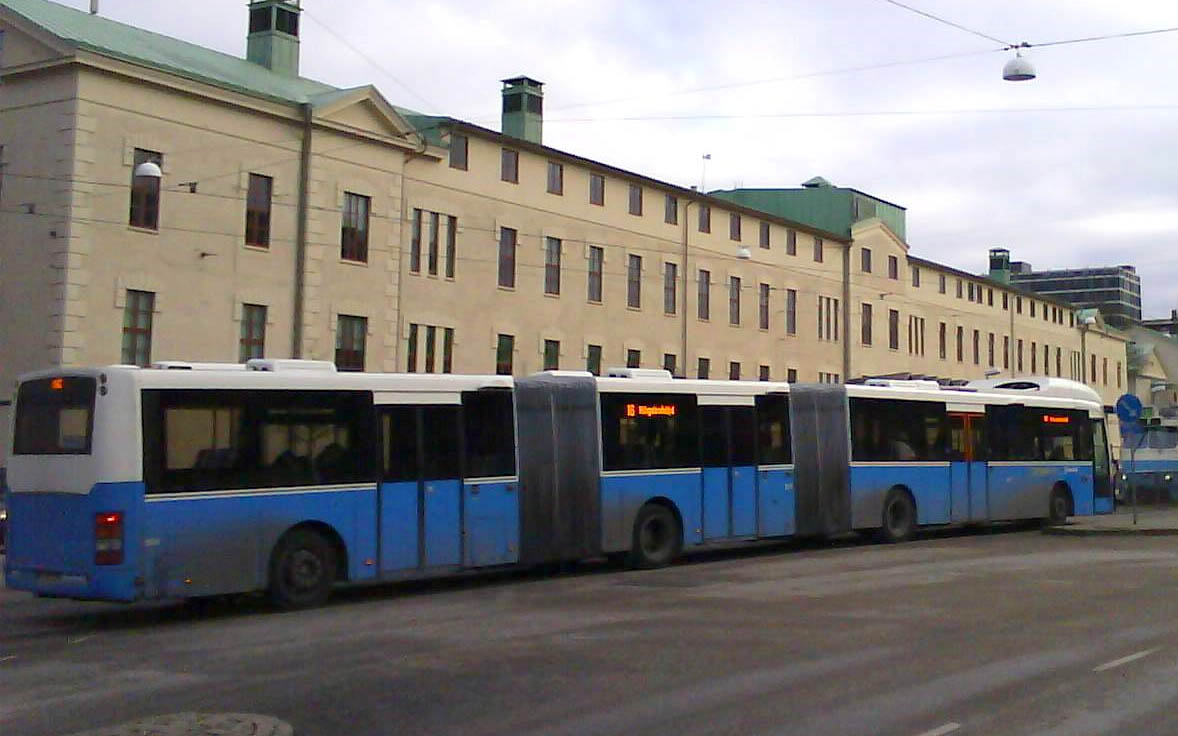
Dubbelledbuss på linje 16 vid Kapellplatsen i Göteborg

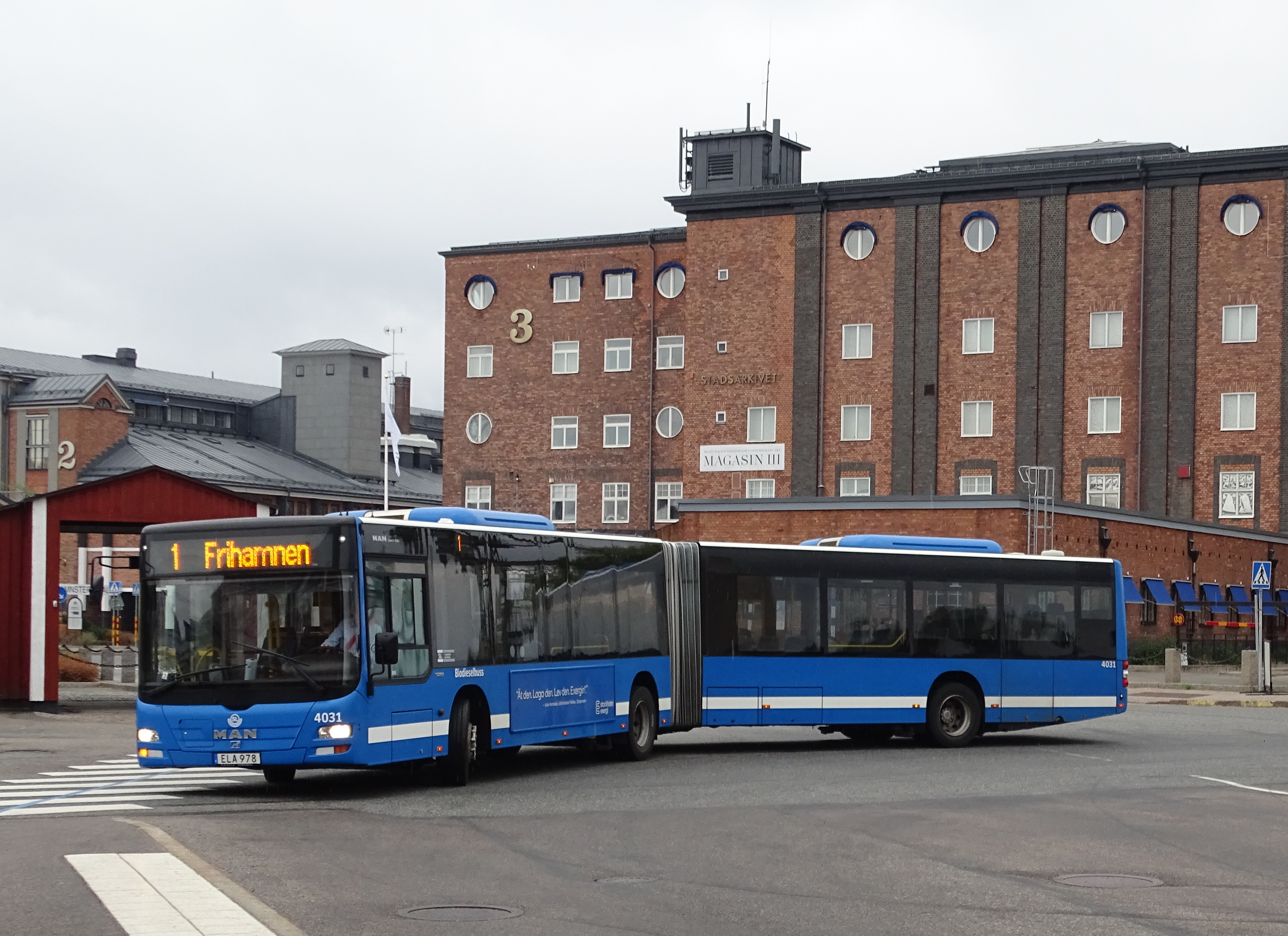
Stombuss i Stockholm på linje 1

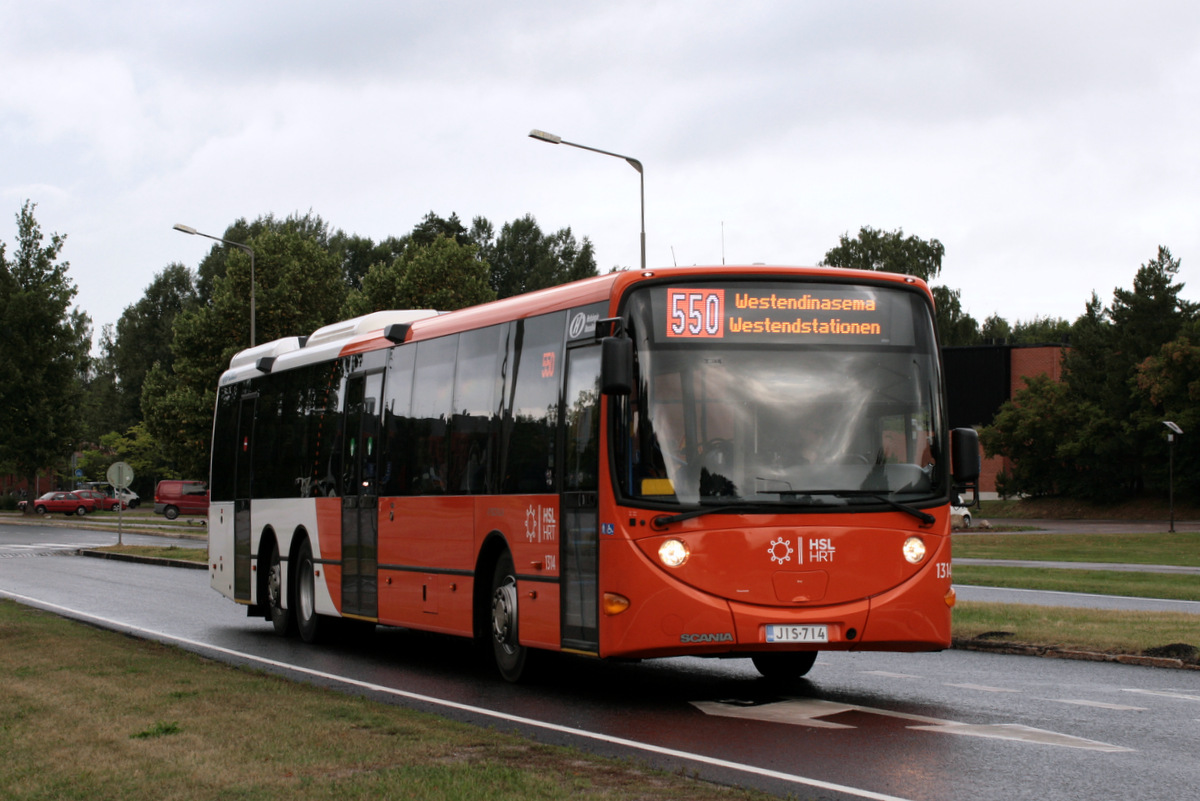
Stombuss på linje 550, vid Otnäs i Esbo, Finland. Den överbelastade busslinjen ersattes 2023 av snabbspårvägslinjen Spårjokern.

En stombuss är ett begrepp för en buss i stads- och regiontrafik trafik med större passagerarunderlag än vanliga busslinjer.

## Allmänt
Det svenska begreppet stombuss betecknar oftast stads- eller regionbusslinjer som körs i vanlig gatutrafik eller vägtrafik, men ofta i särskilda bussfiler för ökad framkomlighet. Även om utföranden varierar mellan städer och linjer, strävar trafikplanerarna allt oftare efter särskilda bussfiler och förtur vid trafikljus, med inspiration av Bus Rapid Transit (BRT-konceptet) längs åtminstone en del av bussarnas körsträckor. 
Hållplatserna anläggs ibland utan hållplatsfickor. Turtätheten hålls hög och bussarna är långa och ofta ledbussar. Fullskaliga BRT-system finns inte i Sverige och är inte heller 2020 under planering. Däremot har delar av konceptet, såsom särskilda bussrutter, reserverade bussfiler eller användning av snabbussar och/eller längre bussar, anammats i Stockholm, Göteborg, Malmö och Karlstad.
Kapacitetsmässigt har bussen fördelen att kunna ha hög turtäthet. En hållplats kan ha en buss per minut per riktning, och en spårvagn nästan samma. Tåg har mycket högre säkerhetskrav vilket gör att det är svårt att ha tätare än en per två minuter. 
Getingmidjan i Stockholm som anses ha mycket pressad trafik har ett tåg per 2½ minut per spår. Det kan dock vara stora skillnader i längd och passagerarkapacitet mellan buss och tåg, med variationer beroende på ort och region. Ett Stockholms-pendeltåg kan ta upp till 1800 passagerare.
I flera sydamerikanska städer, bland andra Curitiba (Brasilien), São Paulo (Brasilien), Mexico City (Mexico) och Medellin (Colombia), har omfattande stombussnät byggts upp istället för mer kostsamma tunnelbane- eller spårvägsnät. Ett exempel som ofta nämns är Curitiba i Brasilien som har mer än en miljon invånare, men som inte har tunnelbana eller spårvagn. Här har man inhägnade busshållplatser med spärrvakt och med hållplatser i bussarnas golvhöjd, omkring en halv meter upp. Man kör dubbelledbussar. Hälften av alla lokala resor sker med buss. Dessa sydamerikanska regelrätta BRT-system är med sina tydliga krav på utrymme och inverkan i stadsmiljön sällan i sin helhet överförbara till europeiska förhållande, med där i regel trängre stadskärnor och smalare gator.
Kina har implementerat BRT-system i ett tiotal städer, bland annat Peking, Hangzhou, Xiamen, Jinan, och Guangzhou. I Xiamen har BRT-systemet medfört ökad punktlighet och snabbare resor. Man har också integrerat cykel i BRT-systemet för att öka tillgänglighet och minska miljöinverkan. Koldioxidutsläppen sänktes med 50 000 ton första året vilket kan förklaras av ökad beläggning och minskad biltrafik.
I Japan äger kollektivtrafikoperatörerna järnvägsinfrastrukturen och järnvägsstationer. Detta har bidragit till en utveckling av BRT-system i samklang med bostadsområden, varuhus och köpcentra. Detta krävde nära relationer mellan privata och offentliga aktörer..
I Afrika finns system med stomlinjer i Johannesburg (Rea Vaya ) och Kapstaden (MyCiTi). I Lagos har man implementerat ett eget innovativt bussystem (kallas för BRT-Lite). Detta system har inte krävt investeringar i separata bussgator utan övervakas i stället av trafikpolis. Systemet har starkt fokuserat integrering mellan olika trafikslag.

## Stombusslinjer i Sverige
I Sverige har konceptet med stombussar införts i ett antal städer:
- Gävle har stombussar, som ingår i stadens stadsbussnät.
- Göteborg använder namnet stombussar, på linjerna 16–19 samt 21 och 25. Linje 16 trafikerades till december 2020 delvis av Sveriges längsta bussar – 24 meter långa och med två leder.
- Jönköping införde stombussen som enhetligt koncept 1996 och har fyra linjer trafikerade av Jönköpings länstrafik. Linje 3 startades 2001 och linje 4 startades 2021. I Jönköping kallas stombusslinjerna (Linje 1, 2, 3 och 4) Citybussarna.
- Linköping: Östgötatrafiken har stomlinjer som trafikerar populära sträckor (Linje 1 Skäggetorp-Vidingsjö via Resecentrum och Berga, linje 2 Resecentrum-Lambohov via Universitetssjukhuset, linje 3 resecentrum-Ryd, linje 4 Resecentrum-Lambohov via universitetssjukhuset och vallastaden, linje 5 Skäggetorp-Ekholmen via Tornby och Resecentrum, linje 6 Resecentrum-Malmslätt/Tokarp). Se LinkLink.
- Lund hade tidigare Lundalänken en trafikseparerad linjesträckning mot nordost som sedan 2020 trafikeras av Lunds spårväg.
- Malmö kallar de mest trafikerade linjerna för huvudlinjer (linje 1–8). Den idag mest trafikerade stadsbusslinjen, linje 5, går sedan 2014 under varumärkesnamnet Malmöexpressen med gas-el-hybriddrivna dubbelledbussar.[7].
- Stockholm har infört innerstadslinjerna 1–6 som kallas blåbusslinjer, eftersom de trafikeras med blå bussar. Det finns också ca 13 blåbusslinjer (2025) utanför innerstaden, vilka i regel trafikerar längre och kommungränsöverskridande sträckor i Stockholms län (och i ett fall, Norrtälje-Uppsala, är länsöverskridande).
- Uppsala har ett system (1-12) med stombussar, som ingår i Uppsalabuss stadsbussnät.
- Örebro har ett system med stombussar som kallas Citybussar (linje 11, 12, 14), som ingår i stadsbussnätet.
- Helsingborg har sedan 2019 två stombusslinjer (Linje 1 och 2) som började trafikeras i 2019 respektive 2025 med batteridrivna bussar, Helsingborgsexpressen.

## Stombusslinjer i Finland
- Huvudstadsregionen har tolv stombusslinjer:
  - 20 Eira – Munkshöjden
  - 30 Eira – Myrbacka
  - 40 Elielplatsen – Gamlas
  - 200 Elielplatsen – Esbo centrum
  - 300 Elielplatsen - Myrbacka
  - 400 Kampen- Vandaforsen
  - 500 Östra centrum – Munkshöjden
  - 510 Hertonäs – Stensvik
  - 520 Mattby-Mårtensdal
  - 530 Mattby-Myrbacka
  - 560 Rastböle – Myrbacka
  - 570 Mellungsbacka – Flygplatsen
  - 600 Järnvägstorget – Flygplatsen

Den tidigare stomlinjen 550 (Kägeludden-Östra centrum) har lagts ner och ersatts av snabbspårvagn 15. Man har planer på att göra samma sak med stomlinje 570.
- Tammerfors har några busslinjer som liknar stombussar:
  - 2 Rauhaniemi – Särkänniemi
  - 5 Länsi-Hervanta – Keskustori
  - 6 Länsi-Hervanta – Vatiala
  - 7 Kalkku – Linnainmaa
  - 8 Haukiluoma – Kyösti (Birkala)
  - 9 Annala – Lentävänniemi & 19 Hervanta – Lentävänniemi

Två av tidigare stombusslinjer har ersätts av spårvagnslinjer.